# Relazioni bilaterali tra Canada e Italia
Le relazioni bilaterali tra Canada e Italia sono le relazioni attuali e storiche tra Canada e Italia. Entrambe le nazioni godono di relazioni amichevoli, la cui importanza è incentrata sulla storia della migrazione italiana in Canada. Circa 1,5 milioni di canadesi affermano di avere origini italiane (circa il 4,6% della popolazione). Entrambe le nazioni sono membri del G7, del G20, della NATO e dell'Organizzazione per la cooperazione e lo sviluppo economico.

## Storia

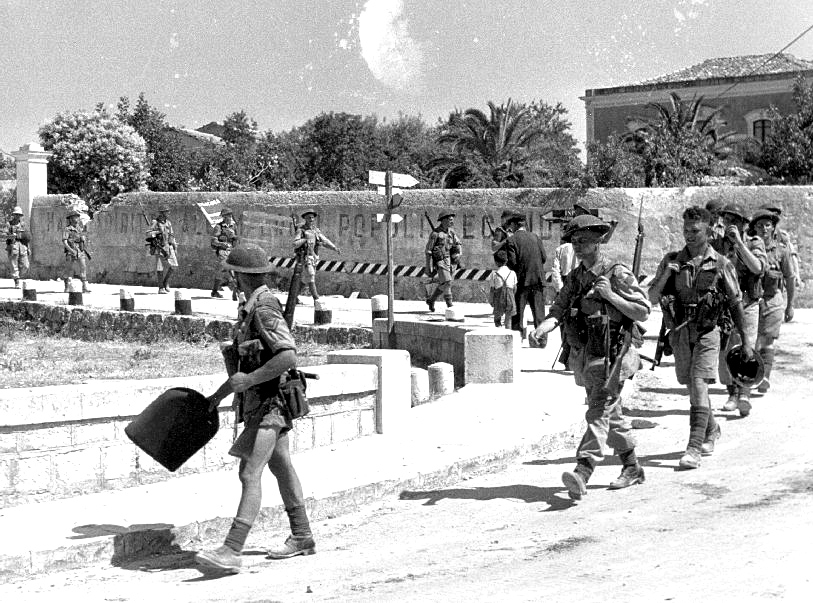
Soldati canadesi in marcia a Modica, in Sicilia durante la seconda guerra mondiale.

Il primo italiano ad arrivare in Canada fu l'esploratore Giovanni Caboto, un navigatore di Venezia, che esplorò e rivendicò le coste di Terranova per l'Inghilterra nel 1497. Nel 1524, Giovanni da Verrazzano esplorò parte dell'Atlantico Canada per la Francia. All'inizio del 1800, gli italiani iniziarono a migrare in Canada con la maggioranza che arrivò alla fine del 1890 e all'inizio del 1900. Molti italiani hanno partecipato e preso parte alla costruzione di città canadesi, lavorando sulla ferrovia, costruendo porti, spedizioni e miniere; tutto ciò ha portato alla creazione moderna del Canada.
Per la maggior parte della prima guerra mondiale (1914-1918), il Canada (sotto l'Impero britannico) e l'Italia furono alleati durante la guerra. Durante la seconda guerra mondiale (1939-1945), il Canada e l'Italia erano dalla parte opposta. Il 10 giugno 1940, il Canada dichiarò guerra all'Italia dopo che il primo ministro italiano Benito Mussolini dichiarò guerra alla Francia e al Regno Unito. Canada prese parte alla campagna italiana e la 1ª divisione canadese e la 1ª brigata corazzata canadese parteciparono all'invasione della Sicilia, alla campagna del fiume Moro e alla battaglia di Monte Cassino. Tra il 1940 e il 1943, circa 600 uomini italo-canadesi furono arrestati e inviati nei campi di internamento come alieni nemici potenzialmente pericolosi. Dopo la fine della seconda guerra mondiale, il Canada e l'Italia stabilirono relazioni diplomatiche nel 1947.
Canada e Italia hanno firmato diversi accordi bilaterali come un Accordo per evitare le doppie imposizioni in materia di imposte sul reddito e per la prevenzione dell'evasione fiscale (1977) e un Accordo di sicurezza sociale (1977). Nel 1981, entrambe le nazioni hanno firmato un trattato di estradizione e nel 1984, entrambe le nazioni hanno firmato un accordo di cooperazione culturale. Ci sono voli diretti tra le due nazioni con le seguenti compagnie aeree: Air Canada, Air Transat e Alitalia.
Vi sono state numerose visite tra i primi ministri canadesi e italiani, soprattutto nei vertici tenuti dal G7, G8, G20 e NATO.

## Visite di stato

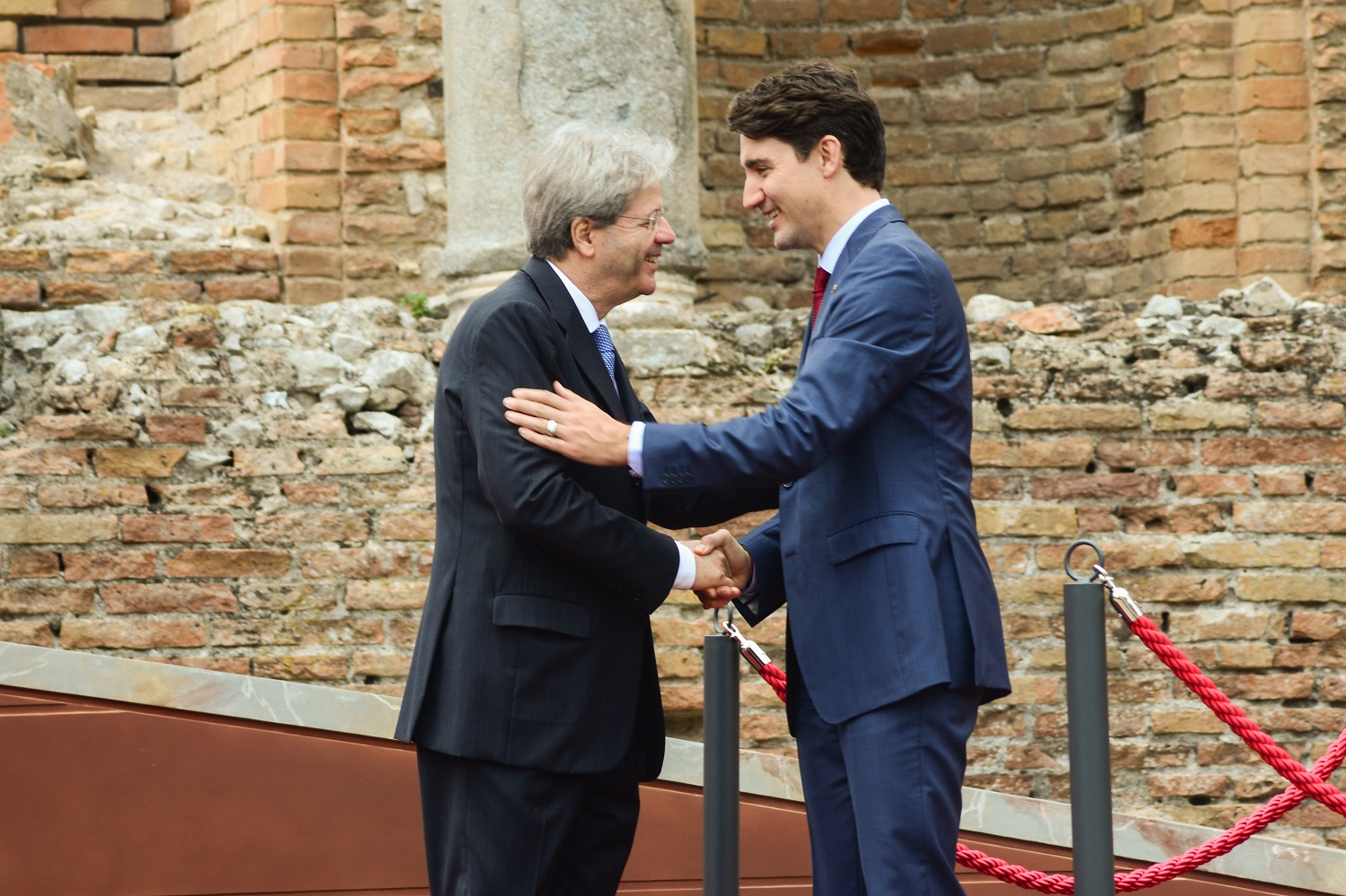
Il Primo Ministro canadese Justin Trudeau con il Primo Ministro italiano Paolo Gentiloni al 43° vertice del G7 a Taormina, Italia; 2017.

Visite del Primo Ministro dal Canada all'Italia
- Primo Ministro Pierre Trudeau (1980)
- Primo Ministro Brian Mulroney (1987, 1991)
- Primo Ministro Jean Chrétien (1994, 2001, 2002)
- Primo Ministro Stephen Harper (2009)
- Primo Ministro Justin Trudeau (2017)

Visite del Primo Ministro dall'Italia al Canada
- Primo Ministro Giovanni Spadolini (1981)
- Primo Ministro Ciriaco De Mita (1988)
- Primo Ministro Lamberto Dini (1995)
- Primo Ministro Giuliano Amato (2001)
- Primo Ministro Silvio Berlusconi (2002, 2010)
- Primo Ministro Enrico Letta (2013)
- Primo Ministro Paolo Gentiloni (2017)
- Primo Ministro Giuseppe Conte (2018)

## Commercio
Nel 2016, gli scambi tra il Canada e l'Italia vennero ammontati a 8,86 miliardi di euro. Le principali esportazioni canadesi verso l'Italia comprendono: prodotti farmaceutici, cereali e combustibili minerali. Le principali esportazioni italiane in Canada includono: reattori nucleari e macchinari, bevande e veicoli (parti e motori). L'Italia è l'ottavo partner commerciale mondiale del Canada per dimensioni e il terzo partner commerciale più importante nell'Unione europea. Alla fine del 2016, l'Italia si classificò al 28º posto per il più grande paese investitore in titoli FDI in Canada. In termini di paesi europei, l'Italia si è classificata al 15 ° posto. Nell'ottobre 2016, il Canada e l'Unione europea (che comprende l'Italia) firmarono l'Accordo economico e commerciale globale, un accordo di libero scambio tra il Canada e l'Unione europea.

## Missioni diplomatiche residenti
- Il Canada ha un'ambasciata a Roma.[13]
- L'Italia ha un'ambasciata a Ottawa e consolati generali a Montreal, Toronto e Vancouver.[14]

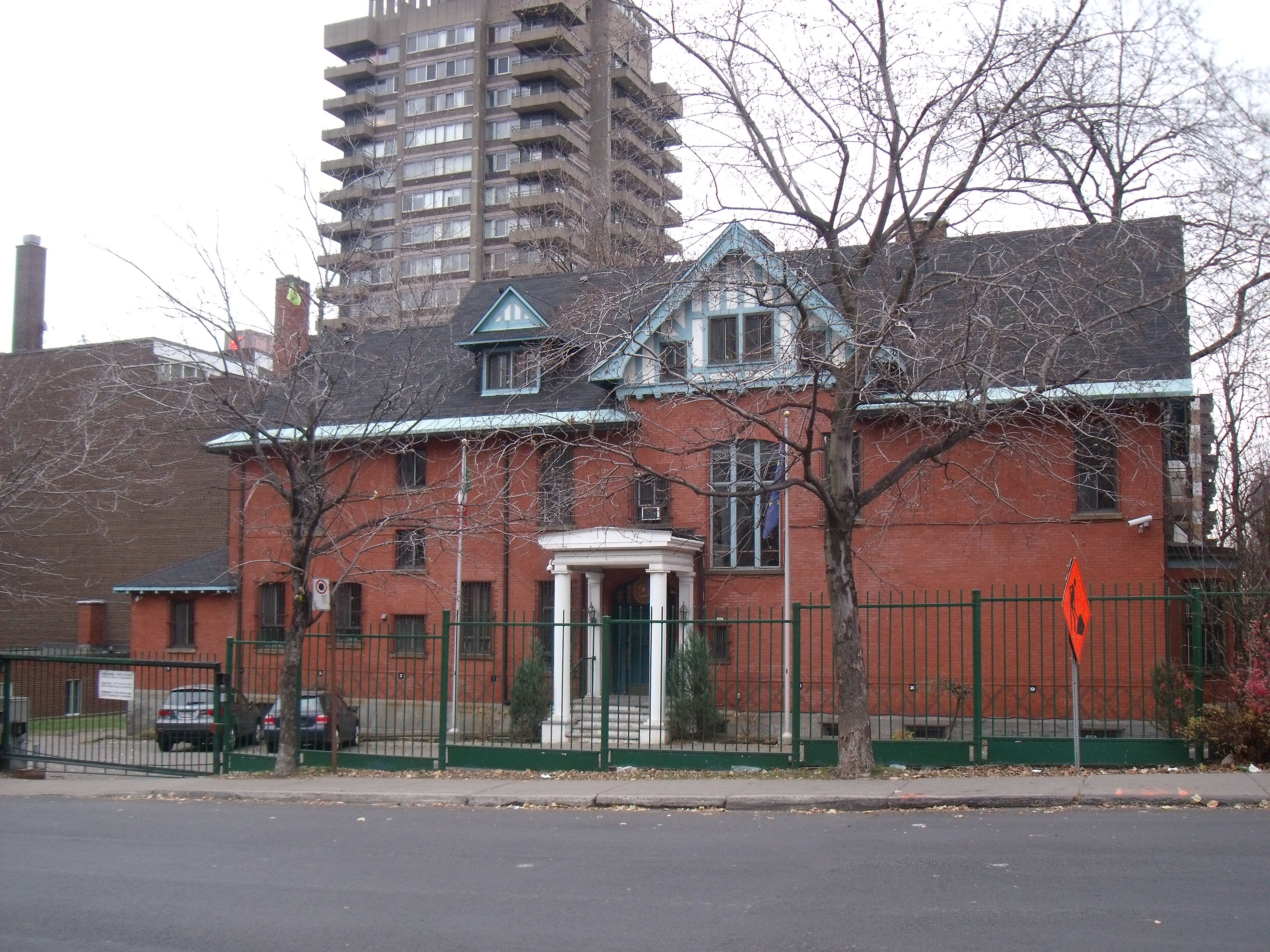
Consolato Generale d'Italia a Montreal
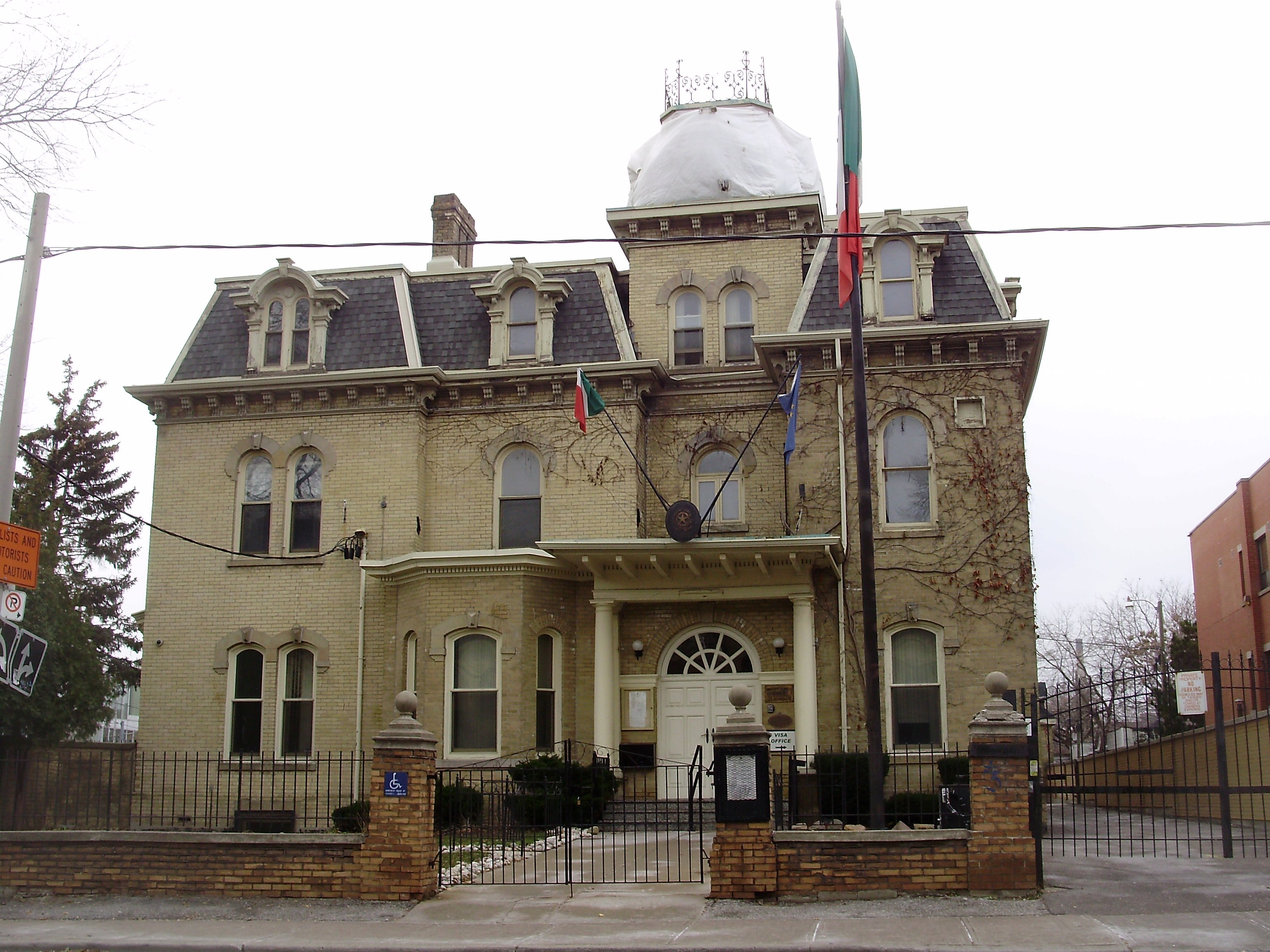
Consolato Generale d'Italia a Toronto